# Campionato World Rugby Under-20 2016
Il Campionato World Rugby Under-20 2016 (in inglese 2016 World Rugby Under 20 Championship) fu il 9º campionato mondiale di rugby Under-20 organizzato da World Rugby.
Si tenne in Inghilterra in due impianti della Greater Manchester tra il 7 e il 25 giugno 2016 e fu vinto dalla Nazionale di casa che si aggiudicò nell'occasione il suo terzo titolo.
Finalista fu l'Irlanda.
A retrocedere nell'edizione 2017 del Trofeo cadetto fu il Giappone, battuto dall'Italia nella finale per l'undicesimo posto, l'ultimo disponibile per essere qualificati all'edizione successiva.

## Formula
La formula previde la disputa di tre gironi all'italiana di sola andata con classifica finale aggregata: di conseguenza il successivo seeding nella fase a playoff non dipendeva dalla posizione nel girone ma dai punti conquistati. Le quattro squadre meglio piazzate nel seeding disputarono i posti dal primo al quarto, le quattro ultime per i posti dal nono al dodicesimo, posizione questa che comporta la retrocessione nel Trophy; le altre quattro disputarono gli incontri per i posti dal quinto all'ottavo.

## Sedi
| Città      | Stadio               | Capienza |
| ---------- | -------------------- | -------- |
| Manchester | Academy Stadium      | 7 000    |
| Eccles     | Salford City Stadium | 12 000   |

## Squadre partecipanti
| Girone | Squadra       | Partecipazioni | Edizione precedente |
| ------ | ------------- | -------------- | ------------------- |
| A      | Galles        | 9              | 6                   |
| A      | Georgia       | 1              | -                   |
| A      | Irlanda       | 9              | 7                   |
| A      | Nuova Zelanda | 9              | 1                   |
| B      | Australia     | 9              | 5                   |
| B      | Inghilterra   | 9              | 2                   |
| B      | Italia        | 7              | 11                  |
| B      | Scozia        | 9              | 8                   |
| C      | Argentina     | 9              | 9                   |
| C      | Francia       | 9              | 4                   |
| C      | Giappone      | 4              | 10                  |
| C      | Sudafrica     | 9              | 9                   |

## Fase a gironi

### Girone A
| Arbitro: | Paul Williams |

|                                                 |      |                                 |
| 11’ S. Evans 16’, 77’ Giles 19’ Morgan-Williams | mt   | 36’ McBurney 40’, 67’ Stockdale |
| 19’ D. Jones                                    | tr   | 40’ Johnston                    |
| 42’ D. Jones                                    | c.p. | 44’, 51’ Johnston               |
|                                                 | drop | 24’ Johnston                    |

| Arbitro: | Andrew Brace |

|                                                                                                  |    |  |
| 1’ Stevenson 8’, 39’ Makene 26’ Nock 29’, 53’ Lowe 50’ M. Jacobson 71’ Tuitama 80’ Moala-Liava'a | mt |  |
| 1’, 8’, 26’, 50’ J. Barrett 80’ Perofeta                                                         | tr |  |

| Arbitro: | Craig Maxwell-Keys |

|                                              |      |                                    |
| 6’ J. Barrett 24’ Stevenson 51’, 73’ Tuitama | mt   | 27’ Jones 34’ McBurney 71’ Deegan  |
| 6’, 24’ J. Barrett                           | tr   | 27’, 34’ Johnston 71’ Phillips     |
|                                              | c.p. | 2’, 15’ Johnston 46’, 78’ Phillips |

| Arbitro: | Graham Cooper |

|             |      |                         |
| 4’ Brown    | mt   |                         |
| 4’ J. Evans | tr   |                         |
| 55’ Evans   | c.p. | 35’, 40’, 66’ Aprasidze |

| Arbitro: | Craig Evans |

|                                                 |      |                   |
| 7’ Keenan 35’ McPhillips 58’ Kennedy 79’ Porter | mt   | 4’ Lobzhanidze    |
| 7’, 35’ McPhillips 79’ Connon                   | tr   | 4’ Modzgvrishvili |
| 13’, 16’, 53’ McPhillips                        | c.p. |                   |

| Arbitro: | Cwengile Jadezweni |

|                        |      |                            |
| 40’ Nock 57’ Stevenson | mt   | 8’ Thomas                  |
| 40’ J. Barrett         | tr   |                            |
| 18’, 79’ J. Barrett    | c.p. | 2’, 12’, 33’, 48’ D. Jones |

#### Classifica girone A
|  | Squadra       | G | V | N | P | P+ | P-  | P±  | MF | MS | BP | PT |
|  | ------------- | - | - | - | - | -- | --- | --- | -- | -- | -- | -- |
|  | Irlanda       | 3 | 3 | 0 | 0 | 94 | 56  | +38 | 10 | 9  | 1  | 13 |
|  | Nuova Zelanda | 3 | 2 | 0 | 1 | 97 | 50  | +47 | 15 | 4  | 2  | 10 |
|  | Galles        | 3 | 1 | 0 | 2 | 52 | 53  | –1  | 6  | 5  | 3  | 7  |
|  | Georgia       | 3 | 0 | 0 | 3 | 16 | 100 | –84 | 1  | 14 | 1  | 1  |

### Girone B
| Arbitro: | Thomas Charabas |

|           |      |                         |
| 24’ Rodda | mt   | 46’ Fagerson 63’ Graham |
| 24’ Mason | tr   | 63’ A. Hastings 63      |
| 55’ Mason | c.p. | 20’ A. Hastings         |

| Arbitro: | Juan Sylvestre |

|                                                                        |      |              |
| 8’ Nott 31’ Robinson 51’ Marchant 59’ tecnica 63’ Singleton 68’ Mercer | mt   | 77’ Masselli |
| 8’ Brophy-Clews 31’, 51’, 59’ Mallinder 63’, 68’ Malins                | tr   | 77’ Mantelli |
| 37’, 44’ Mallinder                                                     | c.p. |              |
|                                                                        | drop | 19’ Mantelli |

| Arbitro: | Cwengile Jadezweni |

|                                                  |      |              |
| 33’ Kennewell 53’ Tui 61’ Jurd 77’ Vui 80’ Mason | mt   | 27’ Minozzi  |
| 33’, 53’, 61’, 77’, 80’ Mason                    | tr   | 27’ Mantelli |
| 41’ Mason                                        | c.p. | 10’ Mantelli |

| Arbitro: | Andrew Brace |

|                                                               |      |  |
| 21’ J. Walker 53’ Evans 55’ Williams 75’ Singleton 80’ Malins | mt   |  |
| 21’, 53’, 55’ Mallinder 75’, 80’ Malins                       | tr   |  |
| 10’, 17’ Mallinder 78’ Malins                                 | c.p. |  |

| Arbitro: | Thomas Charabas |

|                                                |      |                                   |
| 17’ McCallum 50’ Nairn 54’ Kinghorn 66’ Miller | mt   | 30’ Licata 62’ Rimpelli 76’ Bruno |
| 50’, 66’ A. Hastings                           | tr   | 30’, 62’ Mantelli                 |
| 43’ A. Hastings                                | c.p. |                                   |

| Arbitro: | Paul Williams |

|                             |      |                |
| 52’ Marchant                | mt   | 1’ Maddocks    |
|                             | tr   | 1’ Mason       |
| 3’, 31’, 65’, 73’ Mallinder | c.p. | 27’, 38’ Mason |

#### Classifica girone B
|  | Squadra     | G | V | N | P | P+  | P-  | P±  | MF | MS | BP | PT |
|  | ----------- | - | - | - | - | --- | --- | --- | -- | -- | -- | -- |
|  | Inghilterra | 3 | 3 | 0 | 0 | 109 | 23  | +86 | 12 | 2  | 2  | 14 |
|  | Scozia      | 3 | 2 | 0 | 1 | 42  | 73  | –31 | 6  | 9  | 1  | 9  |
|  | Australia   | 3 | 1 | 0 | 2 | 61  | 42  | +19 | 7  | 4  | 3  | 7  |
|  | Italia      | 3 | 0 | 0 | 3 | 39  | 113 | –74 | 5  | 15 | 0  | 0  |

### Girone C
| Arbitro: | Graham Cooper |

|                        |      |                               |
| 10’ Dupont 51’ tecnica | mt   | 71’ Bazán Vélez 74’ Stávile   |
| 51’ Belleau            | tr   | 71’ Elias                     |
| 25’ Belleau            | c.p. | 2’, 16’ Miotti 62’, 63’ Elias |

| Arbitro: | Elia Rizzo |

|                                                                          |      |                         |
| 9’, 44’ Davids 36’ Jackson 41’, 48’ Ward 63’ Libbok 70’ Mafuma 80’ Sadie | mt   | 19’, 25’, 30’ Moeakiola |
| 9’, 36’, 41’, 44’, 48’, 63’, 70’, 80’ C. Bosch                           | tr   | 19’, 25’ Kanai          |
| 55’ C. Bosch                                                             | c.p. |                         |

| Arbitro: | Juan Sylvestre |

|                                                                           |      |                      |
| 22’ Mavauka 25’ Couilloud 41’ Pénaud 56’, 75’ Dupont 71’ Nicoue 80’ Buros | mt   | 7’ Takano 55’ Tatafu |
| 22’, 25’ Belleau                                                          | tr   | 7’, 55’ Moeakiola    |
| 15’ Seguy                                                                 | c.p. |                      |

| Arbitro: | Craig Evans |

|                  |      |                           |
| 63’ F. v.d. Berg | mt   | 40’ Malanos               |
| 63’ C. Bosch     | tr   | 40’ Miotti                |
| 3’, 29’ C. Bosch | c.p. | 10’, 35’, 47’, 59’ Miotti |

| Arbitro: | Elia Rizzo |

|                                                         |      |                             |
| 17’, 24’ Barros Sosa 42’ Kremer 56’ Romanini 64’ Mallia | mt   | 2’ Moeakiola 5’, 62’ Tatafu |
| 24’, 42’, 56’, 66’ Miotti                               | tr   | 63’ Moeakiola               |
| 35’ Miotti 74’ Elias                                    | c.p. | 32’ Moeakiola               |

| Arbitro: | Craig Maxwell-Keys |

|                                                                 |      |                                               |
| 15’ Papier 33’ Davids 44’ E. v.d. Merwe 61’ Libbok 65’ C. Bosch | mt   | 4’ Tanguy 25’ Simutoga 28’ Buros 79’ Ngandebe |
| 15’, 44’, 65’ C. Bosch                                          | tr   | 4’, 25’, 28’, 79’ Belleau                     |
| 7’, 11’, 67’ C. Bosch                                           | c.p. | 19’ Belleau                                   |

#### Classifica girone C
|  | Squadra   | G | V | N | P | P+  | P-  | P±  | MF | MS | BP | PT |
|  | --------- | - | - | - | - | --- | --- | --- | -- | -- | -- | -- |
|  | Argentina | 3 | 3 | 0 | 0 | 82  | 48  | +34 | 8  | 6  | 1  | 13 |
|  | Sudafrica | 3 | 2 | 0 | 1 | 112 | 69  | +43 | 14 | 8  | 3  | 11 |
|  | Francia   | 3 | 1 | 0 | 2 | 92  | 78  | +14 | 13 | 9  | 2  | 6  |
|  | Giappone  | 3 | 0 | 0 | 3 | 53  | 144 | –91 | 8  | 20 | 0  | 0  |

### Classifica aggregata e seeding
|    | Squadra       | G | V | N | P | P+  | P-  | P±  | MF | MS | BP | PT |
| -- | ------------- | - | - | - | - | --- | --- | --- | -- | -- | -- | -- |
| 1  | Inghilterra   | 3 | 3 | 0 | 0 | 109 | 23  | +86 | 12 | 2  | 2  | 14 |
| 2  | Irlanda       | 3 | 3 | 0 | 0 | 94  | 56  | +38 | 10 | 9  | 1  | 13 |
| 3  | Argentina     | 3 | 3 | 0 | 0 | 82  | 48  | +34 | 8  | 6  | 1  | 13 |
| 4  | Sudafrica     | 3 | 2 | 0 | 1 | 112 | 69  | +43 | 14 | 8  | 3  | 11 |
| 5  | Nuova Zelanda | 3 | 2 | 0 | 1 | 97  | 50  | +47 | 15 | 4  | 2  | 10 |
| 6  | Scozia        | 3 | 2 | 0 | 1 | 42  | 73  | –31 | 6  | 9  | 1  | 9  |
| 7  | Australia     | 3 | 1 | 0 | 2 | 61  | 42  | +19 | 7  | 4  | 3  | 7  |
| 8  | Galles        | 3 | 1 | 0 | 2 | 52  | 53  | –1  | 6  | 5  | 3  | 7  |
| 9  | Francia       | 3 | 1 | 0 | 2 | 92  | 78  | +14 | 13 | 9  | 2  | 6  |
| 10 | Georgia       | 3 | 0 | 0 | 3 | 16  | 100 | –84 | 1  | 14 | 1  | 1  |
| 11 | Italia        | 3 | 0 | 0 | 3 | 39  | 113 | –74 | 5  | 15 | 0  | 0  |
| 12 | Giappone      | 3 | 0 | 0 | 3 | 53  | 144 | –91 | 8  | 20 | 0  | 0  |

## Fase aplay-off

### 9º-12º posto
|  | Semifinali | Semifinali | Semifinali |         |         | Finale 9º posto  | Finale 9º posto  | Finale 9º posto  |  |
|  |            |            |            |         |         |                  |                  |                  |  |
|  | Francia    | Francia    | 41         |         |         |                  |                  |                  |  |
|  | Francia    | Francia    | 41         |         |         |                  |                  |                  |  |
|  | Giappone   | Giappone   | 27         |         |         |                  |                  |                  |  |
|  | Giappone   | Giappone   | 27         |         | Francia | Francia          | 27               |                  |  |
|  |            |            |            |         | Francia | Francia          | 27               |                  |  |
|  |            |            | Georgia    | Georgia | 24      |                  |                  |                  |  |
|  | Georgia    | Georgia    | Georgia    | Georgia | 24      | 18               |                  |                  |  |
|  | Georgia    | Georgia    |            |         |         | 18               |                  |                  |  |
|  | Italia     | Italia     | 17         |         |         | Finale 11º posto | Finale 11º posto | Finale 11º posto |  |
|  | Italia     | Italia     | 17         |         |         |                  |                  |                  |  |
|  |            |            |            |         |         |                  |                  |                  |  |
|  |            |            |            |         |         | Giappone         | Giappone         | 17               |  |
|  |            |            |            |         |         | Giappone         | Giappone         | 17               |  |
|  |            |            |            |         |         | Italia           | Italia           | 41               |  |

#### Semifinali
| Arbitro: | Cwengile Jadezweni |

|                                             |      |                            |
| 17’ Mataradze 55’ Gorgadze 64’ Miminoshvili | mt   | 30’ Makelara 80’ Sperandio |
|                                             | tr   | 30’, 80’ Mantelli          |
| 70’ Aprasidze                               | c.p. | 67’ Mantelli               |

| Arbitro: | Graham Cooper |

|                                                                                     |      |                                                      |
| 11’ Ngandebe 22’ Mauvaka 26’ Dupont 52’ Belleau 54’ Roumat 66’ Kaiser 72’ El Ansari | mt   | 4’ Furukawa 34’ Makisi 38’, 63’ Moeakiola 50’ Yasuda |
| 11’, 22’ Belleau                                                                    | tr   | 4’ Kanai                                             |
| 66’, 72’ Dupont                                                                     | c.p. |                                                      |

#### Finale per l'11º posto
| Arbitro: | Craig Maxwell-Keys |

|                         |      |                                                    |
| 22’ Yamamura 75’ Tatafu | mt   | 9’, 40’ Bronzini 20’, 49’ Manfredi 57’, 66’ Licata |
| 22’, 75’ Kanai          | tr   | 20’, 49’, 57’, 66’ Mantelli                        |
| 5’ Kanai                | c.p. | 31’ Mantelli                                       |

#### Finale per il 9º posto
| Arbitro: | Juan Sylvestre |

|                                     |      |                                        |
| 6’ Ngandebe 57’ Hannoyer 67’ Dupont | mt   | 63’ tecnica 75’ Giorgadze 80’ Goginava |
| 6’ Belleau 57’, 67’ Dupont          | tr   | 63’, 75’, 80’ Aprasidze                |
| 24’ Belleau 49’ Belleau             | c.p. | 38’ Aprasidze                          |

### 5º-8º posto
|  | Semifinali    | Semifinali    | Semifinali |           |               | Finale 5º posto | Finale 5º posto | Finale 5º posto |  |
|  |               |               |            |           |               |                 |                 |                 |  |
|  | Nuova Zelanda | Nuova Zelanda | 71         |           |               |                 |                 |                 |  |
|  | Nuova Zelanda | Nuova Zelanda | 71         |           |               |                 |                 |                 |  |
|  | Galles        | Galles        | 12         |           |               |                 |                 |                 |  |
|  | Galles        | Galles        | 12         |           | Nuova Zelanda | Nuova Zelanda   | 55              |                 |  |
|  |               |               |            |           | Nuova Zelanda | Nuova Zelanda   | 55              |                 |  |
|  |               |               | Australia  | Australia | 24            |                 |                 |                 |  |
|  | Scozia        | Scozia        | Australia  | Australia | 24            | 19              |                 |                 |  |
|  | Scozia        | Scozia        |            |           |               | 19              |                 |                 |  |
|  | Australia     | Australia     | 35         |           |               | Finale 7º posto | Finale 7º posto | Finale 7º posto |  |
|  | Australia     | Australia     | 35         |           |               |                 |                 |                 |  |
|  |               |               |            |           |               |                 |                 |                 |  |
|  |               |               |            |           |               | Galles          | Galles          | 42              |  |
|  |               |               |            |           |               | Galles          | Galles          | 42              |  |
|  |               |               |            |           |               | Scozia          | Scozia          | 19              |  |

#### Semifinali
| Arbitro: | Andrew Brace |

| |    |                     |
| 1’ Lowe 3’ Dalzell 5’, 51’, 74’ Makene 10’, 67’ Stevenson 29’ Moala-Liava'a 42’ Apisai 57’ Strange 80’ Tomkinson | mt | 17’ Gage 66’ Keddle |
| 1’, 3’, 5’, 10’, 29’, 42’, 51’ J. Barrett 67’ Perofeta                                                           | tr | 66’ Evans           |

| Arbitro: | Craig Evans |

|                                  |      |                                                         |
| 6’ Fraser 13’ Nairn 43’ Cummings | mt   | 2’ Lomax 26’, 55’ Tuipulotu 68’ Wright 78’ Jackson-Hope |
| 6’ A. Hastings                   | tr   | 2’, 26’, 55’, 68’, 78’ Mason                            |
| 44’ Fraser                       | c.p. |                                                         |

#### Finale per il 7º posto
| Arbitro: | Graham Cooper |

|                                  |    |                                                                     |
| 23’ Nairn 63’ Anderson 74’ Craig | mt | 11’ Rosser 19’ Lewis 31’ Evans 45’ Lewis-Hughes 48’ Thomas 77’ Gage |
| 23’, 74’ A. Hastings             | tr | 11’, 19’, 31’, 45’, 48’ Evans 77’ D. Jones                          |

#### Finale per il 5º posto
| Arbitro: | Craig Evans |

| |      |                                  |
| 7’ Mikaele-Tu'u 15’ Moala-Liava'a 20’ Strange 48’ Walker-Leawere 58’ Aumua 69’ Umaga-Jensen 74’ Tomkinson 80’ Taumateine | mt   | 10’ Magnay 29’ Sione 39’ tecnica |
| 7’, 15’, 20’, 48’, 74’, 80’ J. Barrett                                                                                   | tr   | 10’, 39’ Jooste 29’ Tuttle       |
| 45’ J. Barrett | c.p. | 44’ Jooste                       |

### 1º-4º posto
|  | Semifinali  | Semifinali  | Semifinali |         |             | Finale 3º posto | Finale 3º posto | Finale 3º posto |  |
|  |             |             |            |         |             |                 |                 |                 |  |
|  | Inghilterra | Inghilterra | 39         |         |             |                 |                 |                 |  |
|  | Inghilterra | Inghilterra | 39         |         |             |                 |                 |                 |  |
|  | Sudafrica   | Sudafrica   | 17         |         |             |                 |                 |                 |  |
|  | Sudafrica   | Sudafrica   | 17         |         | Inghilterra | Inghilterra     | 45              |                 |  |
|  |             |             |            |         | Inghilterra | Inghilterra     | 45              |                 |  |
|  |             |             | Irlanda    | Irlanda | 21          |                 |                 |                 |  |
|  | Irlanda     | Irlanda     | Irlanda    | Irlanda | 21          | 37              |                 |                 |  |
|  | Irlanda     | Irlanda     |            |         |             | 37              |                 |                 |  |
|  | Argentina   | Argentina   | 7          |         |             | Finale          | Finale          | Finale          |  |
|  | Argentina   | Argentina   | 7          |         |             |                 |                 |                 |  |
|  |             |             |            |         |             |                 |                 |                 |  |
|  |             |             |            |         |             | Sudafrica       | Sudafrica       | 19              |  |
|  |             |             |            |         |             | Sudafrica       | Sudafrica       | 19              |  |
|  |             |             |            |         |             | Argentina       | Argentina       | 49              |  |

#### Semifinali
| Arbitro: | Craig Maxwell-Keys |

|                                       |      |            |
| 7’, 28’ Stockdale 22’ Deegan 80’ Daly | mt   | 38’ Mallia |
| 7’, 22’, 28’ McPhillips 80’ Connon    | tr   | 38’ Miotti |
| 52’, 61’, 66’ McPhillips              | c.p. |            |

| Arbitro: | Paul Williams |

|                                                                            |      |                                |
| 2’ Green 6’ Taylor 20’ Aspland-Robinson 34’ Williams 40’ Malins 72’ Wright | mt   | 48’ E. v.d. Merwe 51’ C. Bosch |
| 2’, 20’, 34’ Mallinder                                                     | tr   | 48’, 51’ C. Bosch              |
| 54’ Mallinder                                                              | c.p. | 12’ C. Bosch                   |

#### Finale per il 3º posto
| Arbitro: | Andrew Brace |

|                                        |      |                                                                |
| 5’ Libbok 9’ E. v.d. Merwe 21’ Campher | mt   | 14’, 25’, 80’ Mallia 42’ Romanini 61’ Baldunciel 67’ Domínguez |
| 5’, 21’ C. Bosch                       | tr   | 14’, 25’, 42’, 61’, 67’ Miotti                                 |
|                                        | c.p. | 34’, 46’, 51’ Miotti                                           |

### Finale
| Arbitro: | Paul Williams |

|                                                           |      |                                  |
| 12’, 68’ Marchant 20’ Chick 30’ Taylor 41’, 49’ Mallinder | mt   | 46’ McBurney 51’ Daly 78’ Deegan |
| 12’, 20’, 30’, 41’, 49’ Mallinder 68’ Green               | tr   | 46’, 51’ McPhillips 78’ Connon   |
| 60’ Mallinder                                             | c.p. |                                  |